# Angrboda (satélite)
S/2004 S 22 es un satélite natural de Saturno. Su descubrimiento fue anunciado por Scott S. Sheppard, David C. Jewitt y Jan Kleyna el 7 de octubre de 2019 a partir de observaciones tomadas entre el 12 de diciembre de 2004 y el 1 de febrero de 2007.
S/2004 S 22 tiene unos 3 kilómetros de diámetro y orbita a Saturno a una distancia promedio de 20,636 Gm en 1107,13 días, con una inclinación de 177° a la eclíptica, en dirección retrógrada y con una excentricidad de 0,251.